# Пальмагра чорноголова
Пальмагра чорноголова (Phaenicophilus palmarum) — вид горобцеподібних птахів родини Phaenicophilidae.

## Поширення
Вид поширений на острові Гаїті.

## Спосіб життя
Птах мешкає у лісах різноманітних типів. Живиться комахами, яких шукає на землі або у підліску. 